# 크리스티나 로즈
크리스티나 로즈(Christina Rose)는 미국의 배우이다.
나폴리에서 태어났다.

## 영화
- 브로큰: 어 뮤지컬 (2015년) - 모나 역
- 페이버 (2013년) - 킴버 역
- 하우 두 유 라이트 어 조이 셔먼 송 (2012년) - 에브리 로레인 역
- 데스 오브 더 데드 (2011년) - 완다 역
- 데드헤드 (2011년) - 맨디 역
- 원 라이프 투 리브 (1968년)